# Keiss Harbour

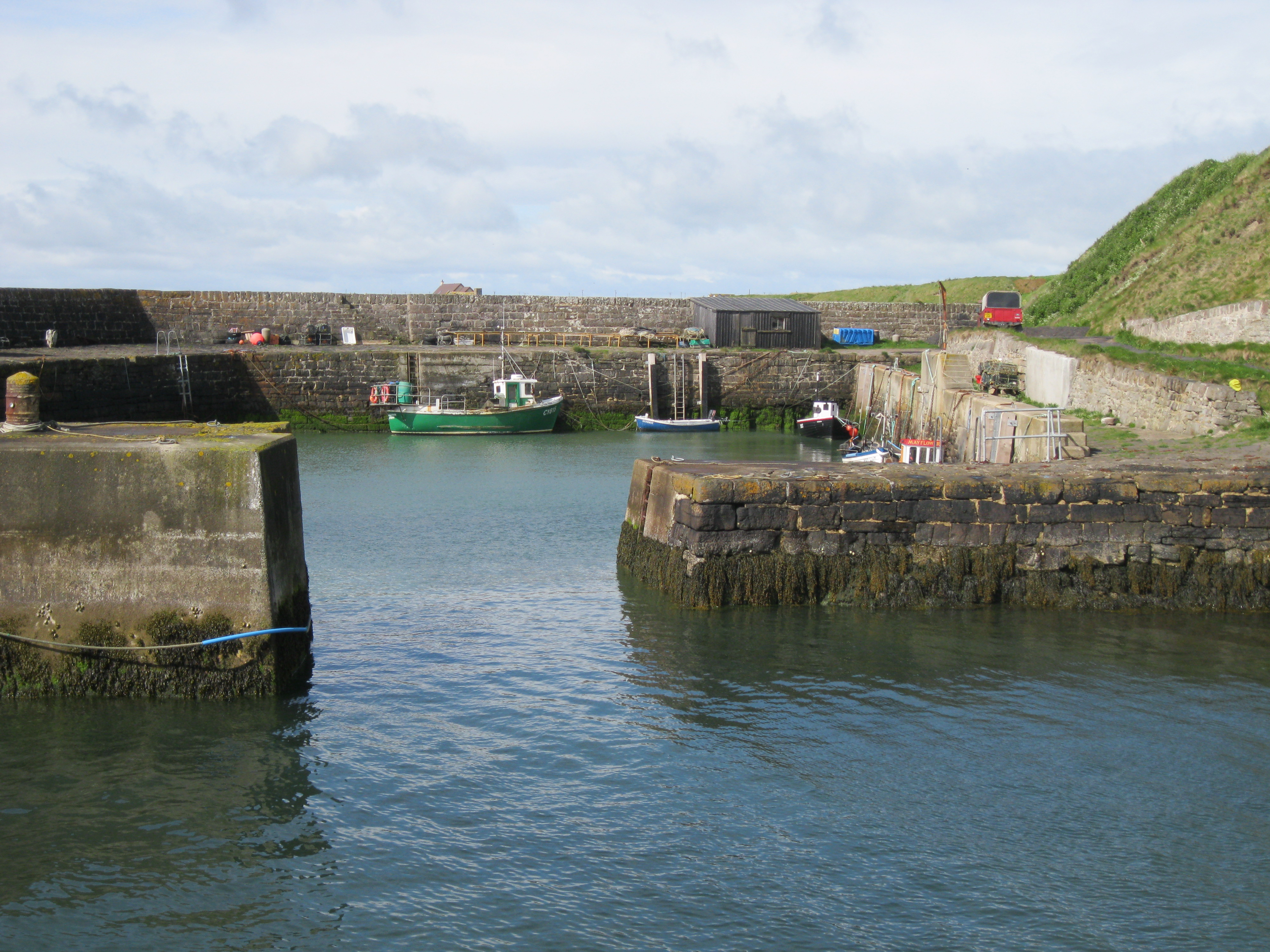
Keiss Harbour

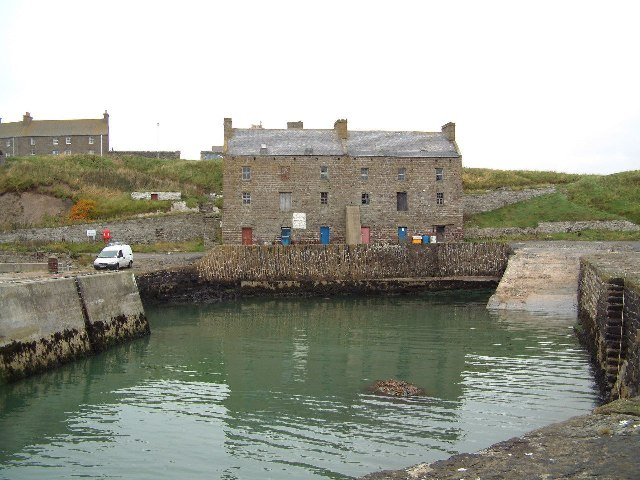
Beruhigungsbecken mit Speicher und Slipanlage

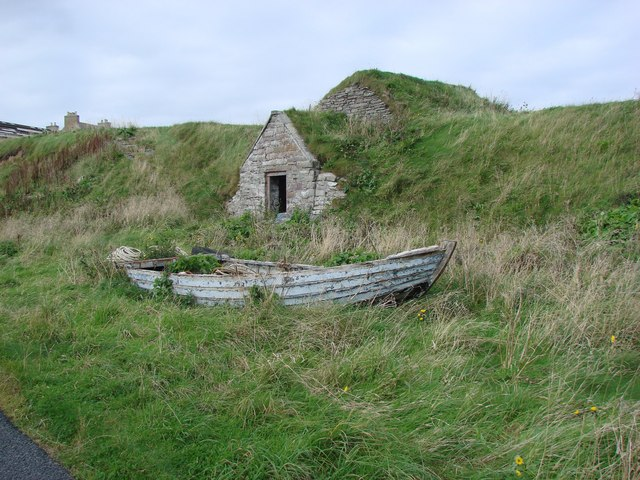
Eishaus

Der Keiss Harbour ist der Hafen der schottischen Ortschaft Keiss in der Council Area Highland. 1984 wurde das Bauwerk als Einzeldenkmal in die schottischen Denkmallisten in der höchsten Denkmalkategorie A aufgenommen. Das zugehörige Eishaus ist als Kategorie-C-Bauwerk klassifiziert.

## Geschichte
Thomas Telford identifizierte bereits 1790 die an der schottischen Nordostküste in Caithness gelegene Nordseebucht Sinclair’s Bay (auch Keiss Bay) als geeigneten Hafenstandort. Tatsächlich wurde der Keiss Harbour jedoch erst im Jahre 1831 errichtet. Zum Bauumfang zählte auch ein Lagerhaus mit Heringspökelei, die bis in die 1940er Jahre betrieben wurde. Ein Eishaus wurde östlich des Hafens eingerichtet. Zur Winterzeit wurde es durch eine Schütte im Dach mit Eis beschickt, das zur Kühlung des Fangs genutzt wurde. Wenige Fischer nutzen den Keiss Harbour noch heute.

## Beschreibung
Der Keiss Harbour befindet sich nahe dem nördlichen Abschluss der Sinclair’s Bay. Er besteht aus einem kleinen Beruhigungsbecken, aus dem das Hafenbecken durch eine schmale Einfahrt zugänglich ist. Das Hafenbecken mit annähernd U-förmiger Pier ist aus grob zu Quadern behauenem Stein zu einem Schichtenmauerwerk aufgemauert. In das Mauerwerk sind Treppenabgänge eingelassen.
Am Kopf des länglichen Beruhigungsbeckens befindet sich der dreigeschossige Hafenspeicher. Die Abmaße des länglichen Gebäudes betragen rund 24,5 m × 6,9 m. Seine südostexponierte Hauptfassade ist sechs Achsen weit. Ebenerdig führen sechs Eingänge ins Gebäudeinnere. Da der Speicher in den Hang gebaut wurde, ist rückwärtig das erste Obergeschoss direkt über zwei Eingänge in den jeweils zweitäußersten Achsen zugänglich. Unterhalb der Traufe sind Öffnungen zur Ventilation eingelassen. Das abschließende Satteldach ist mit walisischem Schiefer eingedeckt und mit firstständigen Kaminen ausgeführt. Ebenerdig sind sechs Räume mit Tonnengewölben eingerichtet, welche als Salzlager der Heringspökelei dienten. Gegenüber dem Speicher führt eine Slipanlage in das Beruhigungsbecken. Konstruktionsbedingt diente sie auch der Wasserberuhigung. Die abschließende Hafenmauer ist aus vertikal gesetzten Steinplatten aufgemauert.
Bei dem ebenfalls in den Hang gebauten Eishaus handelt es sich um einen Feldsteinbau. Das Innere des grasbedeckten Baus besteht aus einem einzelnen Gewölbe mit Abmaßen von rund 5,8 m × 4,3 m. Ein Vorraum dient als Wärmeschleuse.